# Brückrachdorf

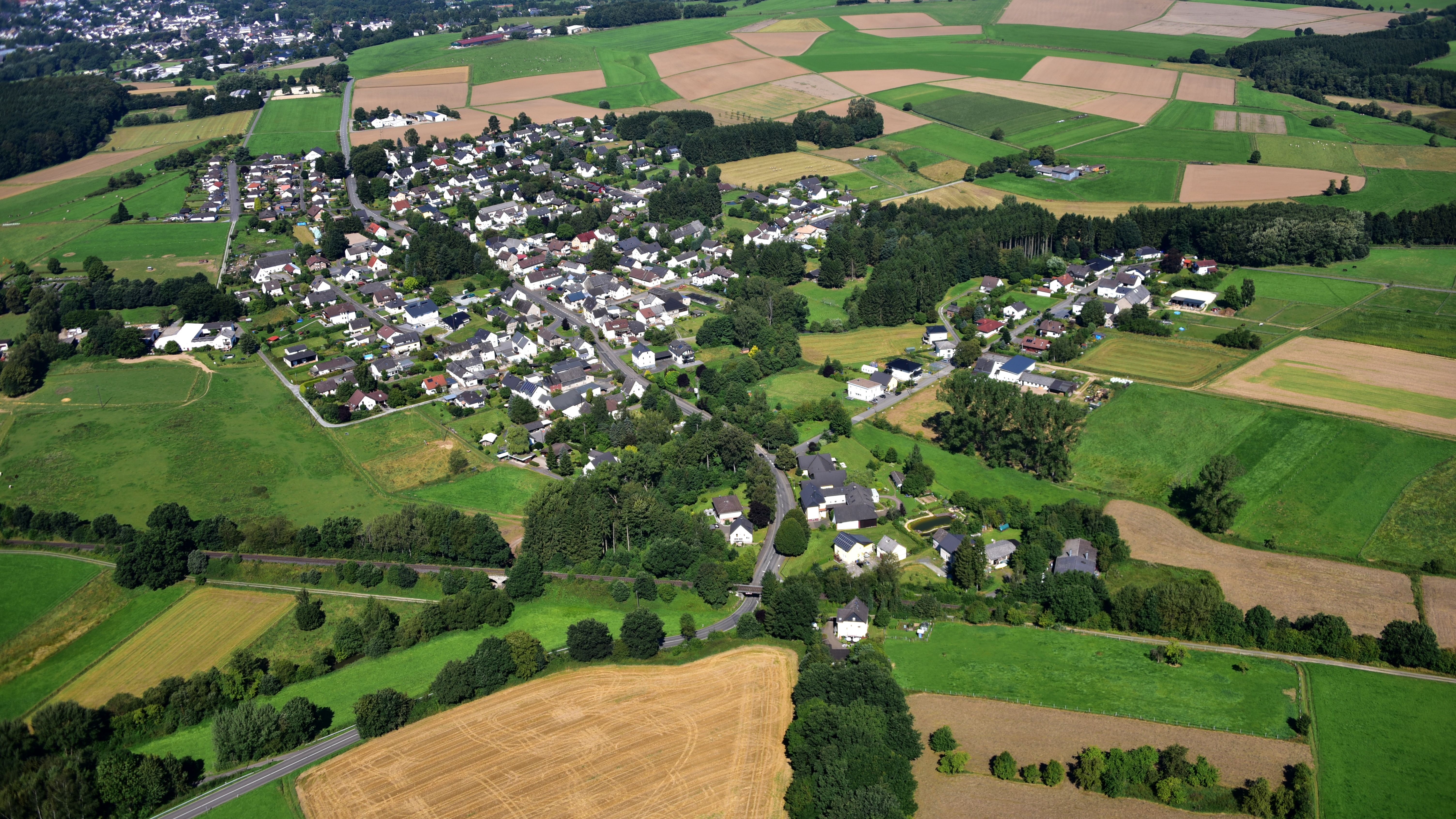
Brückrachdorf, Luftaufnahme (2016)

Brückrachdorf ist ein Stadtteil von Dierdorf im Landkreis Neuwied im nördlichen Rheinland-Pfalz mit einer Fläche von 569 ha und 755 Einwohnern (Stand: 31. Dezember 2006).

## Lage
Brückrachdorf liegt südöstlich vom Stadtzentrum. Östlich von Brückrachdorf befindet sich die Ortsgemeinde Marienhausen, die noch im Landkreis Neuwied liegt sowie im Westerwaldkreis die Ortsgemeinden Marienrachdorf und Krümmel, westlich liegt der Stadtteil Giershofen.

## Geschichte
Brückrachdorf hieß ursprünglich Brücken- oder Bruchenrachdorf, d. h. das im Bruche oder in einen Sumpfe liegende Rachdorf zum Unterschied von Freirachdorf (Frei von Abgaben) und Marienrachdorf (früher Mergenrachdorf). Der Name Rachdorf wird verschieden gedeutet: Eine Erklärung deutet auf einen Gründer „Racho“ hin, eine andere sagt, dass Rachdorf mit „Grenzdorf“ gleichzusetzen ist. Ab Ende des 17. Jahrhunderts finden sich auch Bezeichnungen wie „Burgrachdorf“ oder „Burggrafendorf.“
Erstmals urkundlich erwähnt wird Brückrachdorf in einer Urkunde aus dem Jahr 1344, nach der Graf Wilhelm I. von Wied und Isenburg (1324–1383) seine Besitzungen im Dierdorfer Land an den Trierer Erzbischof und Kurfürsten Balduin von Luxemburg verkauft.
Zum 20. Oktober 1952 wurde als Bedarfshalt der Haltepunkt Brückrachdorf an der – heute nur noch durch Güterzüge befahrenen – Bahnstrecke Engers–Au in Betrieb genommen.

## Eingemeindung
Im Rahmen der mit Wirkung vom 7. Juni 1969 ausgeführten Gebietsreform in Rheinland-Pfalz wurde die bis dahin selbstständigen Ortsgemeinde Brückrachdorf in die Stadt Dierdorf eingegliedert und ist seitdem ein Stadtteil von Dierdorf.

## Verkehr
Der Ort liegt an der Holzbachtalbahn (Au (Sieg)-Altenkirchen-Flammersfeld-Puderbach-Selters-Siershahn-Ransbach-Engers), jedoch findet kein SPNV statt, nur Regionalbusse bieten Verkehrsanbindung, am naheliegenden Bahnhof Siershahn verkehrt die Line RB29 nach Montabaur und weiter nach Diez OST und Limburg an der Lahn, der Ort liegt im Verbundgebiet des Verkehrsverbund Rhein-Mosel.

## Politik

### Ortsbezirk
Der Stadtteil Brückrachdorf ist gemäß Hauptsatzung ein Ortsbezirk der Stadt Dierdorf und verfügt über einen eigenen Ortsbeirat sowie einen Ortsvorsteher.
Der Ortsbeirat in Brückrachdorf besteht aus sieben Mitgliedern und der ehrenamtlichen Ortsvorsteherin als Vorsitzender.
Kerstin Ahlhorn wurde 2024 Ortsvorsteherin von Brückrachdorf.
Ihr Vorgänger war Thomas Kreten.